# Ines Doujak
Ines Doujak, née en 1959 à Klagenfurt (Autriche), est une artiste autrichienne faisant des installations, de la photographie et de l'art conceptuel.
Elle a participé à la documenta 12 avec son travail Victory Gardens.

## Biographie
Ines Doujak étudie à l'université des arts appliqués de Vienne et y obtient son diplôme. Dans ses photographies, installations et performances, elle explore la construction et le rôle des stéréotypes en relation avec le rôle des sexes et le racisme. Ses œuvres se caractérisent par une perspective féministe. Dans le cadre de sa première exposition personnelle, en 2002, à la Sécession de Vienne, elle a participé à la Regenbogenparade (de), l'homologue viennois du Christopher Street Day avec une voiture qu'elle a conçue.
Elle participe à la documenta 12 avec son installation Siegesgärten qui avait pour thème l'exploitation néo-coloniale des ressources naturelles des pays en développement par appropriation de la diversité génétique en abusant de la protection par brevet des êtres vivants ainsi que de l'utilisation d'organismes génétiquement modifiés dans l'agriculture avec pour conséquence une dépendance des agriculteurs auparavant autosuffisants. Dans une jardinière sur pilotis, des sacs de semences étaient attachés à des tiges de plantes plantées dans le sol. Sur les sacs de semences, divers aspects de la biopiraterie étaient présentés.

## Œuvres

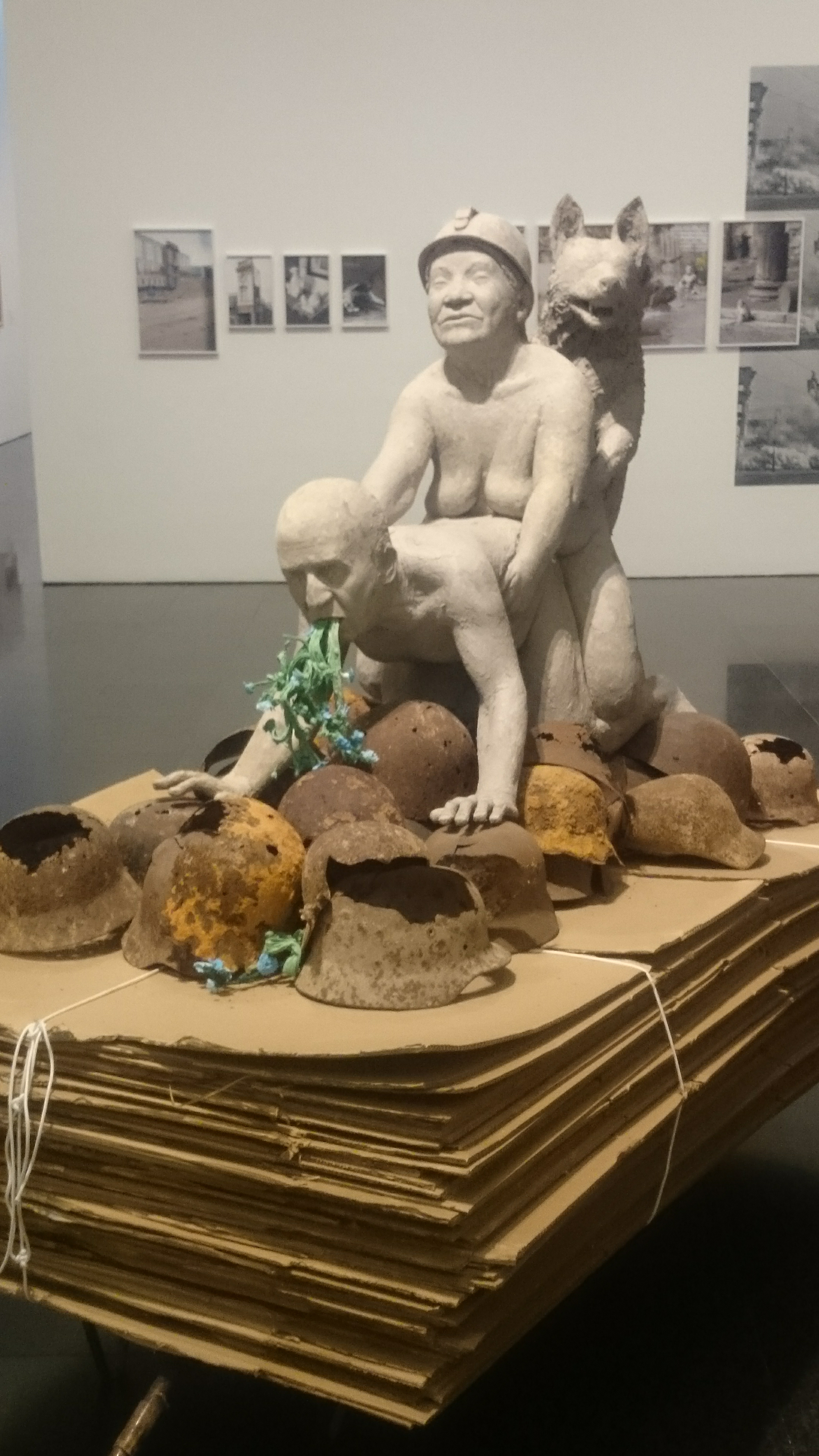
Haute couture 04 transport (2010), œuvre en papier mâché, exposée à la 31e Biennale de São Paulo (2014).

Pas habillé pour conquérir, également connue sous le nom de Haute couture 04 transport (ca), est une sculpture de 2010 qui représente un berger allemand qui s'accouple avec l'activiste bolivienne Domitila Barrios de Chúngara, pratiquant simultanément des relations sexuelles anales avec le roi d'Espagne Juan Carlos Ier, qui vomit enfin des fleurs sur un socle parsemé de casques nazis (des Stahlhelme). ] La statue est faite de papier mâché et mesure 1,7 x 1,4 x 1 mètre.
Selon les mots de l'artiste elle-même à la 31e Biennale de São Paulo : "Il s'agit d'une représentation viscérale des formes d'exploitation". L'artiste, spécialiste des recherches sur les dynamiques du colonialisme, explore avec cette réalisation les relations asymétriques entre l'Europe et l'Amérique latine.

## Expositions

### Expositions personnelles (sélection)
- 2005 : Ines Doujak - Dirty Old Women, Salzburger Kunstverein, Salzbourg[2]
- 2002 : Ines Doujak - Vater Arsch. Wiener Secession, Vienne[3]

### Participation à des expositions de groupe (sélection)
- 2010 : Schönes Wohnen. Institut für Kunst im öffentlichen Raum Steiermark, Graz
- 2008 : Bildpolitiken. Salzburger Kunstverein, Salzburg[4]
- 2007 : Franz West - Souffle, eine Massenausstellung. Kunstraum Innsbruck[5]
- 2007 : Lange nicht gesehen. Begegnungen mit dem Museum auf Abruf. MUSA - Museum auf Abruf, Vienne[6]
- 2007 : documenta 12, Kassel. Gezeigt wurde die Arbeit Siegesgärten[7]
- 2007 : Normal Love: precarious sex, precarious work. Künstlerhaus Bethanien, Berlin[8]
- 2005 : Utopie: Freiheit, WUK - Kunsthalle Exnergasse, Vienne[9]
- 2004–2005 : DIE REGIERUNG - How do we want to be governed? gezeigt im MACBA, Barcelona[10] danach im Miami Art Central, Miami[11], in der Wiener Secession, Vienne[12], und im Witte de With, Rotterdam[13]
- 2003 : Formen der Organisation. gezeigt an der HGB Leipzig[14] und im Kunstraum der Leuphana Universität Lüneburg[15]
- 2002 : Geschichte(n). Salzburger Kunstverein, Salzbourg[16]
- 2000 : gouvernementalität. Alte Kestner Gesellschaft, Hanovre[17]
- 2000 : Dinge, die wir nicht verstehen. Generali Foundation, Vienne[18]

## Publications
- Ines Doujak, John Barker, Vol de terres, Bahoe Books, Vienne, 2019,  (ISBN 978-3-903290-04-4)